# Perodua

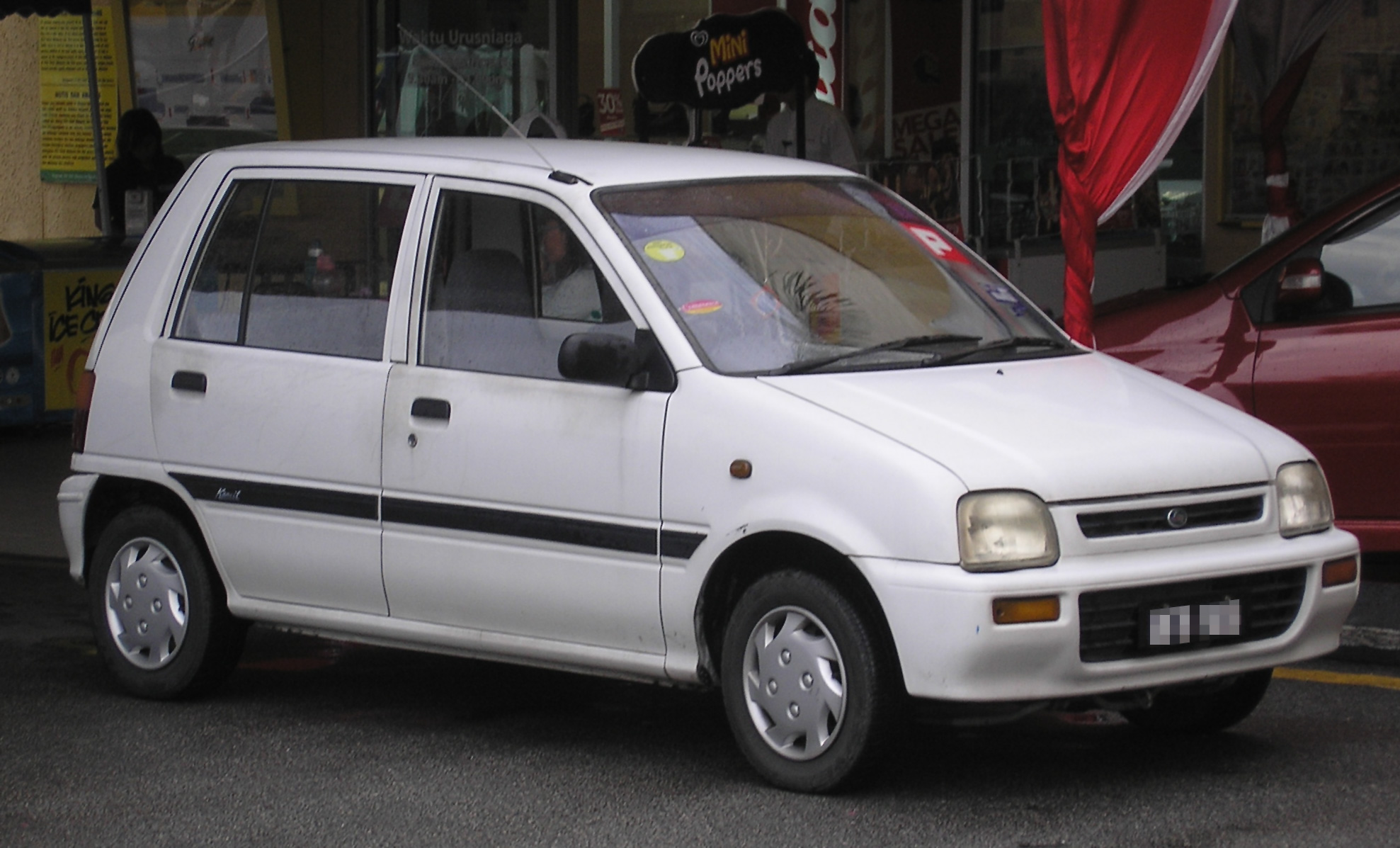
Framsidan av första generationen av Perodua Kancil, Peroduas första bil.

Perodua är Malaysias största biltillverkare (länge var det dock den näst största efter Proton). Det grundades 1993 och företaget lanserade sin första bil, Perodua Kancil, i slutet av 1994. Företagets högkvarter ligger i staden Serendah (som ligger i delstaten Selangor). I juni 2009 hade Perodua enligt egna uppgifter cirka 10 000 anställda i världen.
Aktieägarna i Perodua är UMW Corporation Sdn Bhd (med 38% av aktierna), Daihatsu Motor Co Ltd (20%), MBM Resources Bhd (20%), PNB Equity Resources Corporation Sdn Bhd (10%), Mitsui & Co Ltd (7%) och Daihatsu (Malaysia) Sdn Bhd (5%).
Perodua tillverkar främst små kompakta bilar och konkurrerar därför egentligen inte med Proton i samma marknadsnisch. I Storbritannien säljs Peroduabilar av vissa Protonåterförsäljare som vill locka till sig kunder som söker ett ännu mindre och billigare alternativ till Protonintervallet. Försäljningssiffrorna i Storbritannien är dock extremt små; år 2008 sålde Perodua bara 624 bilar (en minskning från 914 år 2002). Detta är försumbara siffror jämfört med Hyundais 28 036 och SEAT:s 29 397. Förutom Storbritannien och Singapore, exporterar Perodua också sina bilar till Mauritius, Brunei, Sri Lanka, Cypern, Malta, Egypten, Nigeria, Senegal, Libanon, Qatar, Saudiarabien, Syrien, Nepal och Fiji i ett litet antal via lokala återförsäljare.
Perodua producerar inte några designer eller tekniker för de viktigaste komponenterna och processerna (som exempelvis motor och kraftöverföring). Historiskt sett har Peroduabilar bestått av omdöpta tidigare Daihatsuprodukter, med samma design och teknik som de ursprungliga Daihatsumodellerna. Daihatsu hade tidigare en majoritetspost i aktiebolaget Perodua. Under 2004 började Toyota Avanza monteras av Perodua i sin fabrik i Rawang för den malaysiska marknaden under sitt eget varumärke.[källa behövs]

## Perodualogotypen

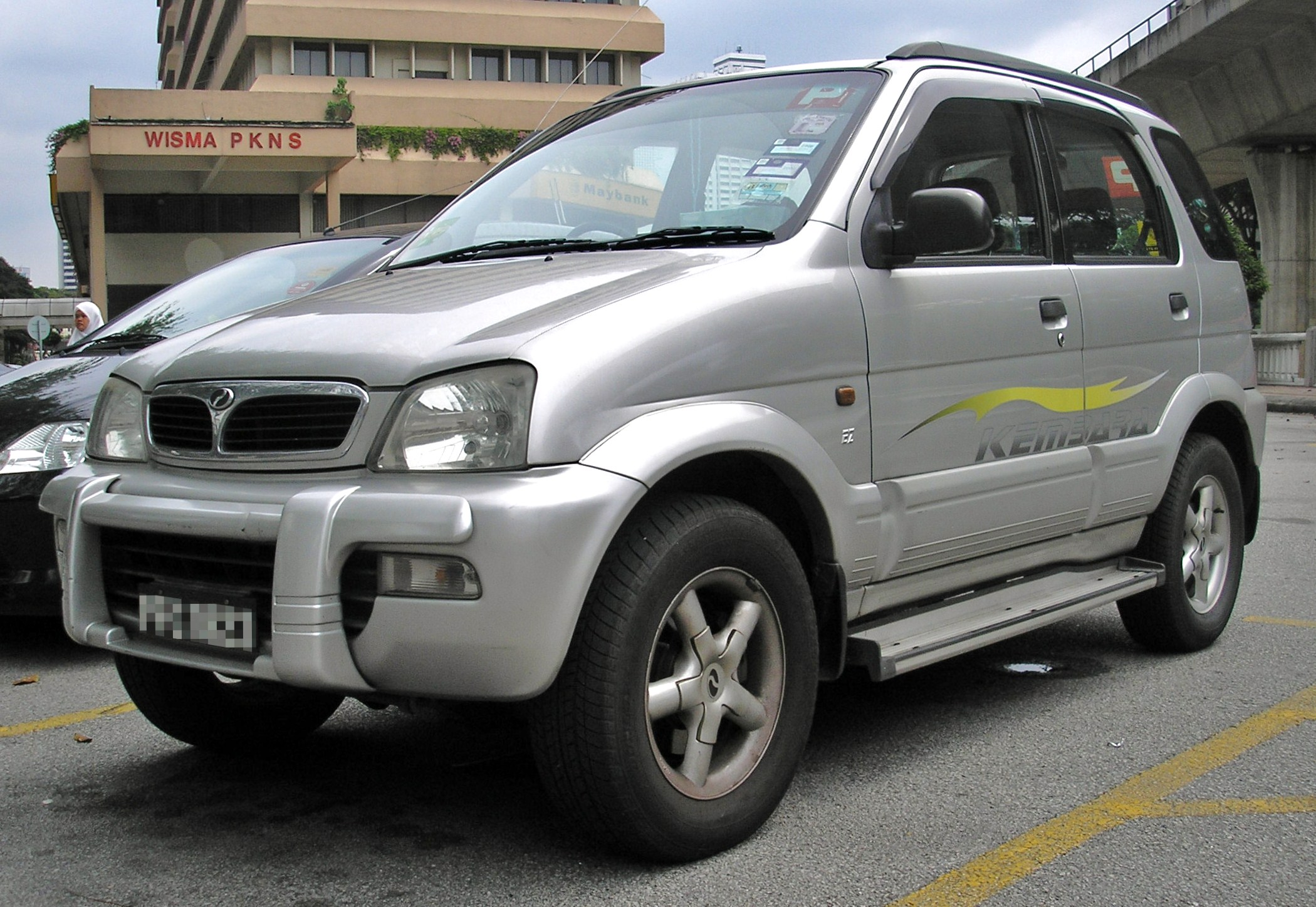
En Perodua Kembara, Malaysias första 4x4-fordon.

Perodua anordnade en logotyptävling under 1997 för att skapa en ny företagslogotyp, som skulle lanseras tillsammans med deras kommande modell, preliminärt kallad X555. Tävlingen vanns av Johnson Ng Weng Kuan, en arkitektstudent från Universiti Teknologi Malaysia. Företagets nya logotyp lanserades officiellt den 24 augusti 1998 när Perodua lanserade Malaysias första 4x4-fordon, Perodua Kembara. Formgivaren hävdade att inspirationen av mönstret kom från övningskörarnas "P"-skyltar. Övningskörare ansågs vara de mest sannolika att köra Peroduafordon.
Den nya logotypen har kvar "P:et", "2:an" och färgerna från den gamla, fyrkantiga logotypen, men har stiliserats ytterligare för att bli mer flytande och dynamiskt, att företräda utmärkt kvalitet och tillförlitlighet. Den gröna färgen står för socialt ansvar för miljön och samhället, medan den röda färgen symboliserar utvecklingen av kompetent arbetskraft och motståndskraft för att anta utmaningarna i en globaliserad värld.

## Företagsinformation

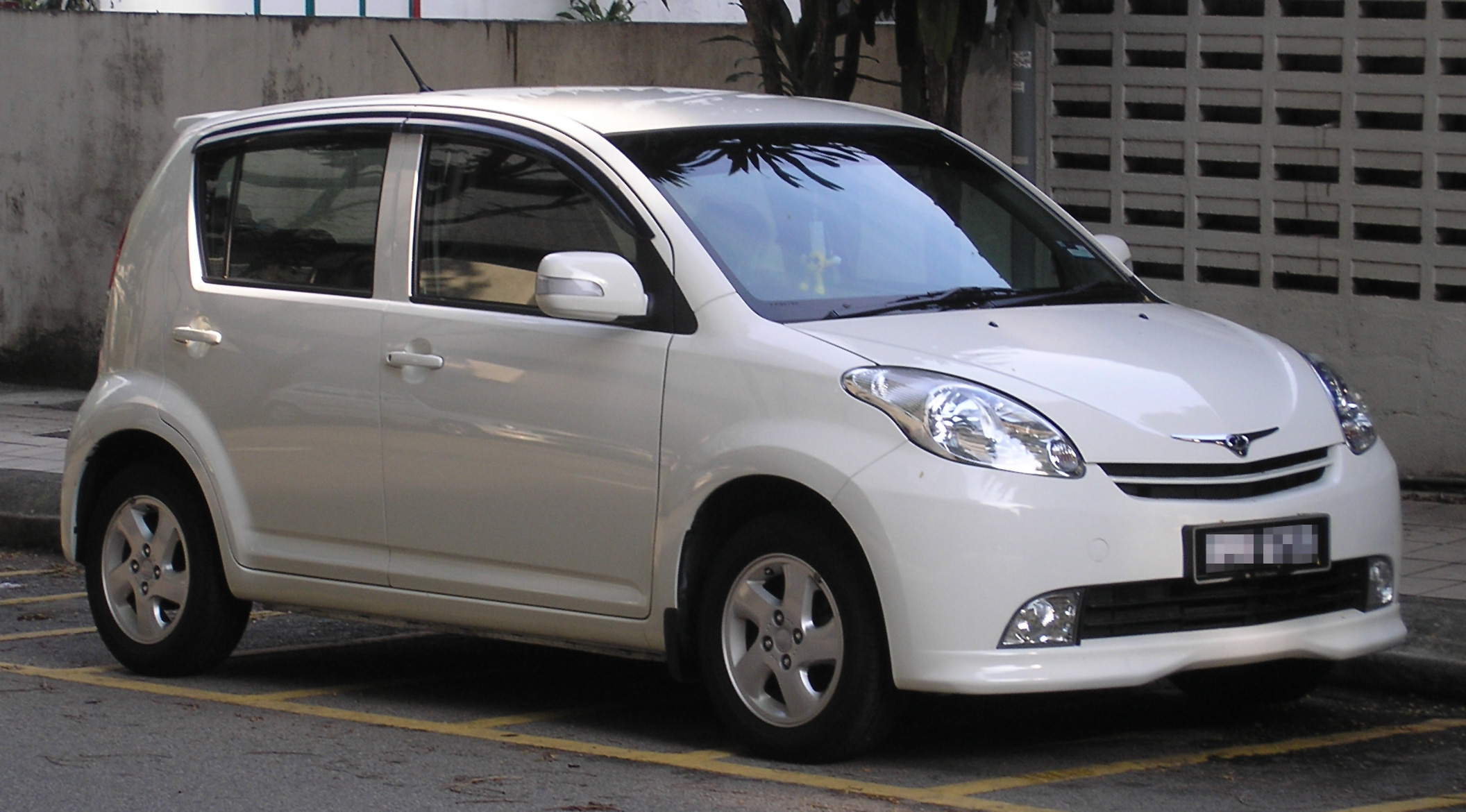
Framsidan av första generationen av Perodua Myvi, Malaysias mest sålda bil 2006.

Jämfört med Proton har Perodua varit mycket framgångsrikt i sina affärsprojekt. Företagets bilar är mycket populära bland malaysier, såsom den nyligen införda Perodua Myvi, som såldes i 80 327 enheter under 2006, vilket kraftigt översteg konkurrenten Protons mest sålda bil, Proton Wira, som endast såldes i 28 886 enheter i Malaysia. Under åren 2006 och 2007 var Perodua det bäst säljande biltillverkaren i Malaysia.
Perodua planerar att bli den största kompaktbiltillverkaren i Sydostasien. Företaget har för närvarande kapacitet att producera fler än 200 000 bilar årligen. I juli 2007 utvidgades kapaciteten till 240 000 enheter per år. I oktober 2005 hade Perodua totalt producerat 1 miljon bilar.

## Lista över Peroduamodeller

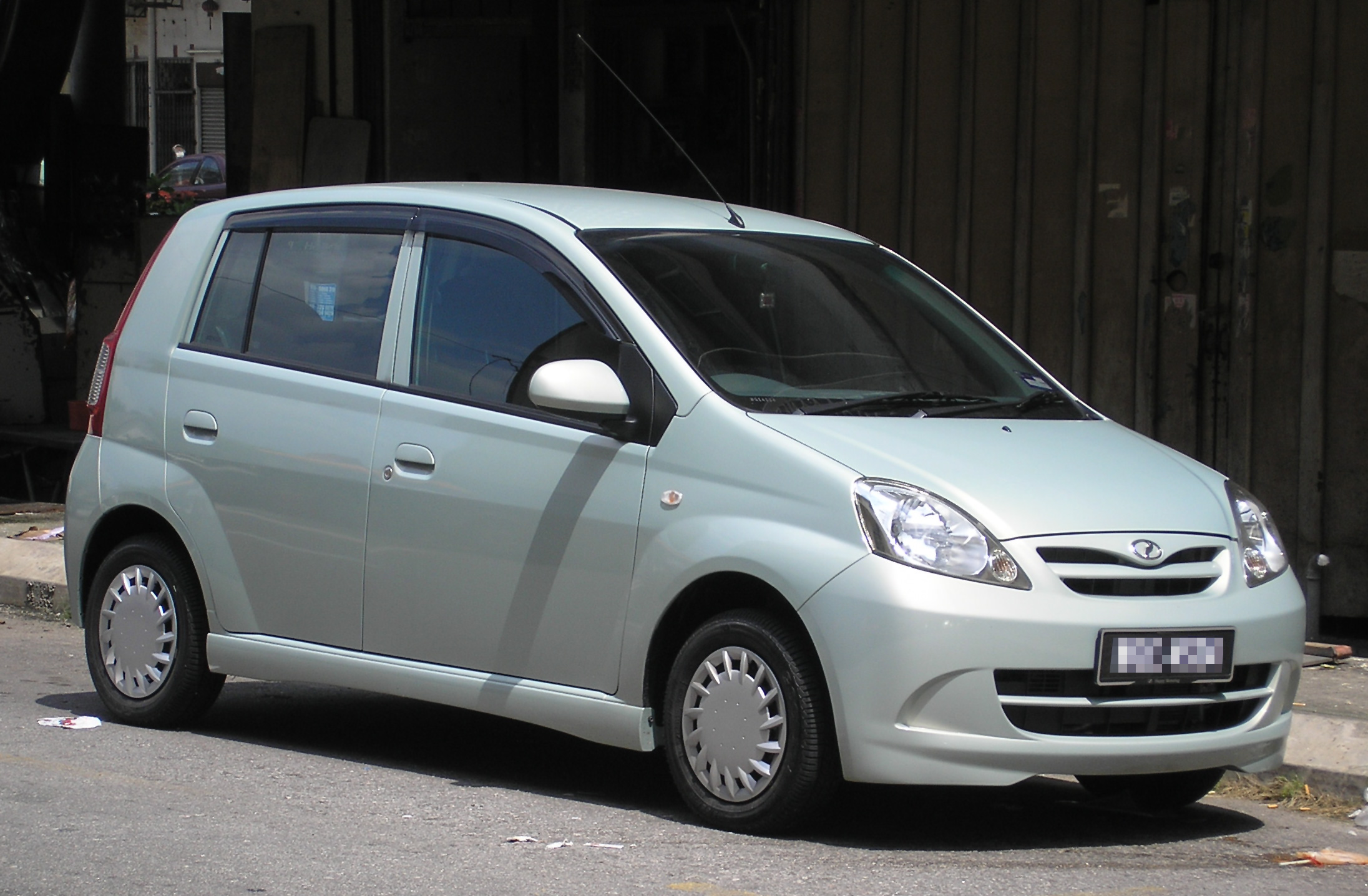
Framsidan av första generationen av stadsbilen Perodua Viva.

- Perodua Kancil, även känd som Perodua Nippa i Storbritannien och Daihatsu Ceria i Indonesien (1994–2009)
- Perodua Rusa (1996–)
- Perodua Kembara i Malaysia, även känd som Toyota Cami internationellt, Terios Kid i Japan, Dario Terios i Kina, Daihatsu Taruna i Indonesien och Premier Rio i Indien (1997–2005)
- Perodua Kenari (2000–)
- Perodua Kelisa (2001–2007)
- Perodua Myvi, även känd som Toyota Passo internationellt och Daihatsu Boon i Japan (2005–)
- Perodua Nautica i Malaysia, även känd som Toyota Rush internationellt, Daihatsu Be‣go i Japan och Kina, Daihatsu Terios Eco i Turkiet, החדש Terios דייהטסו i Israel, Daihatsu Terios Wild i Chile och Daihatsu Yeni Terios i Turkiet (2006–)
- Perodua Viva (2007–)
- Perodua Alza (2009–)